# مالیکوندا بامبارا
مالیکوندا بامبارا (به لاتین: Malicounda Bambara) یک منطقهٔ مسکونی در سنگال است که در M'bour Department واقع شده‌است. مالیکوندا بامبارا ۱٬۵۵۰ نفر جمعیت دارد.